# Rynings kors
 Das Rynings kors ist ein Steinkreuz bei Hällnäs im Kirchspiel Persnäs (Gemeinde Borgholm) auf der schwedischen Insel Öland.

## Beschreibung
Das Rynings kors ist ein etwa drei Meter hohes, aus behauenem Kalkstein bestehendes Kreuz. Es ist verziert mit je zwei runden und rechteckigen Löchern sowie mit schlichten Ornamenten. Der verwendete Kalkstein stammt vermutlich von einem Steinbruch bei Hällnäs. Sein Aussehen zeugt von der Kunstfertigkeit des Bildhauers, dessen Name jedoch nicht überliefert ist. Es befindet sich entlang eines alten, heute nicht mehr benutzten Weges zwischen Persnäs und Hällnäs.

## Mythos
Der Stein von Hällnäs (schwedisch Hällnäs sten) erhielt seine Bezeichnung  Rynings kors auf Grund regionaler Überlieferungen und Mythen. Demnach soll ein Olof Ryninge während eines Pferderennens an dieser Stelle gestürzt und dabei zu Tode gekommen sein. Ein Reim aus der Gegend zeugt noch heute davon: „Und die Pferde des Königs waren so stark – und schickten den Prinzen in Hällnäs Mark“. In einer anderen Überlieferung befand sich Ryning mit dem Pferd auf dem Weg nach Persnäs und wurde dabei abgeworfen, woraufhin er starb. In beiden Fällen kann man jedoch von einem tragischen Unglücksfall ausgehen.  Man nimmt an, dass seine Verwandten den Stein zur Erinnerung an ihn errichten ließen. Das „Ryning Kreuz“ schien auch für König Johann III. zumindest kulturhistorisch bedeutsam zu sein, da er es in seiner Regierungszeit (1568 bis 1592) nach einem Einsturz wieder aufrichten ließ.

## Das Geschlecht Ryning auf Öland
Olof Ryning stammte aus dem dänischen Geschlecht Ryning. Zu diesem gehörten auch die auf Öland ansässigen Brüder Gert Andersson Ryning und Peter Andersson Ryning. Beide waren Vögte der in der Auseinandersetzung zwischen Dänemark und Schweden strategisch wichtigen Burg Borgholm, dem späteren Schloss Borgholm. Sie dienten dem damaligen Regenten Erik von Pommern.
Gert Andersson Ryning war bis 1412 Vogt und wurde dann Ordensbruder im Kloster Vadstena. Peter Andersson Ryning wird seit 1420 als Vogt von Borgholm erwähnt. Er war mit Sigrid Carlsdotter Sture verheiratet, einer Angehörigen des schwedischen Hochadels, welche 1430 mit einem ihrer Söhne in Vadstena begraben wurde. Auf Grund seiner dänischen Herkunft wurde er 1436 vom neuen König Karl VIII. abgesetzt.
Olof Ryning, dem dieses Kreuz vermutlich gewidmet ist, starb etwa um 1521. Er gehörte zu jenen sechs schwedischen Abgesandten, die gemeinsam mit dem späteren König Gustav I. Wasa nach der Schlacht bei Brännkyrka die Verhandlungen mit dem unterlegenen dänischen König Christian II. einleiten sollten. Vorausgegangen war dem ein Vorschlag Christian II. an Sten Sture, ihm als Sicherheit seine fünf wichtigsten Männer zu senden, worauf er zu den Friedensverhandlungen nach bei Stockholm erscheinen würde. Christian II. brach jedoch sein Wort und entführte alle sechs Abgesandten nach Dänemark, wo sie auf der Insel Kalø gefangen gehalten wurden. Es ist überliefert, dass Christian II. bemüht war, seine Geiseln zum Seitenwechsel zu überreden und ihm dies auch bei zwei schwedischen Abgesandten gelang. Bei einem von diesen soll es sich um Olof Ryning handeln.

## Weitere Kreuze
Auf Öland finden sich noch weitere Steinkreuze, darunter das Martinuskreuz in Föra, in Tjusby bei Gärdslösa sowie die Kreuze von Övra Sandby und auf der Landzunge Kapelludden beide bei Bredsättra (in älteren Quellen Bredsätra genannt). Das 800 Jahre alte Kapelludenkreuz wurde im Januar 2007 von einem Sturm umgeworfen und zerstört, ist aber wieder hergestellt worden.